# Остапьевский сельский совет (Великобагачанский район)
Остапьевский сельский совет (укр. Остап'ївська сільська рада) — входит в состав
Великобагачанского района
Полтавской области
Украины.
Административный центр сельского совета находится в 
с. Остапье.

## Населённые пункты совета
- с. Остапье
- с. Запселье
- с. Новое Остапово
- с. Олефиры
- с. Подгорье
- с. Ухановка